# William Dod
William Dod (* 18. Juli 1867 in Bebington; † 8. Oktober 1954 in Earl’s Court) war ein englischer Bogenschütze und Olympiasieger.
Bei den Olympischen Spielen 1908 in London wurde er in der Double York Round Olympiasieger. Dod war der Bruder der fünffachen Wimbledon-Siegerin Charlotte Dod, die bei diesen Olympischen Spielen im Damenwettbewerb beim Bogenschießen die Silbermedaille gewann.